# Ketupa flavipes
Bufo-pescador-fulvo ou bufo-pescador-ruivo (Ketupa flavipes) é uma espécie de ave estrigiforme pertencente à família Strigidae.